# イチリンソウ
イチリンソウ（一輪草、学名：Anemone nikoensis Maxim.）は、キンポウゲ科イチリンソウ属の多年草。

## 特徴
根茎は横に這い、多肉質でところどころ紡錘状にふくらむ。匍匐枝をだし、しばしば群生する。茎につく葉は鞘状に広がった柄を持って3枚が輪生する。小葉は3出複葉で、羽状に深く裂ける。花期は4-5月、花茎の高さは20-30cmになり、直径4cmの花弁状の萼片を持つ花を1個、花茎の先端につける。萼片は白色でふつう5-6枚、裏面は紅色を帯びる場合がある。花弁はない。根出葉は1-2回3出複葉で、小葉は羽状に深く裂ける。
花茎の先に花を一輪咲かせることから、イチリンソウ（一輪草）という。
- 茎葉は3枚が輪生し、鞘状の柄を持つ。小葉は3出複葉で羽状に深裂する。
- 2輪の花をつけた個体
- 蕾

## 分布と生育環境
本州（宮城県以西）、四国、九州に分布し、落葉広葉樹林の林床や林縁に生育する。同属のニリンソウと同じで、葉や茎は早春に地上部に出現し、初夏には枯れるスプリング・エフェメラル。煮沸して有毒成分を抜き、食用にしているニリンソウと花等が似ているが、他のキンポウゲ科の植物同様に、有毒物質を含有している。ニリンソウよりも含有量が多い為に、食用には向かない。

## 下位品種
- ヤエイチリンソウ Anemone nikoensis Maxim. f. plena Sugim.
- ムラサキイチリンソウ Anemone nikoensis Maxim. f. violacea Hayashi